# Electro World
「エレクトロ・ワールド」（Electro World）是日本流行電音組合Perfume第三張單曲。於2006年6月28日發行。唱片公司為Tokuma Japan Communications。

## 解説
- 繼主流出道單曲「Linear Motor Girl」，第二彈單曲「Computer City」後，本作是通稱為「近未來三部曲」中的完結篇。
- c/w曲「wonder2」描述了男女之間一種「朋友以上，戀人未滿」的關係以及曖昧的行為。這首歌收錄了在專輯「Perfume～Complete Best～」中，為專輯的最後一首歌。
- 初回生產限定盤收錄了三人的大頭照。

## 收錄曲

### CD
| 曲序     | 曲目                     | 时长 |
| -------- | ------------------------ | ---- |
| 1.       | エレクトロ・ワールド（） | 3:52 |
| 2.       | wonder2（）              | 3:40 |
| 总时长： | 总时长：                 | 7:32 |

## 外部連結
- YouTube上的Official Music Video：Perfume ｢エレクトロ・ワールド｣